# 댄 코츠

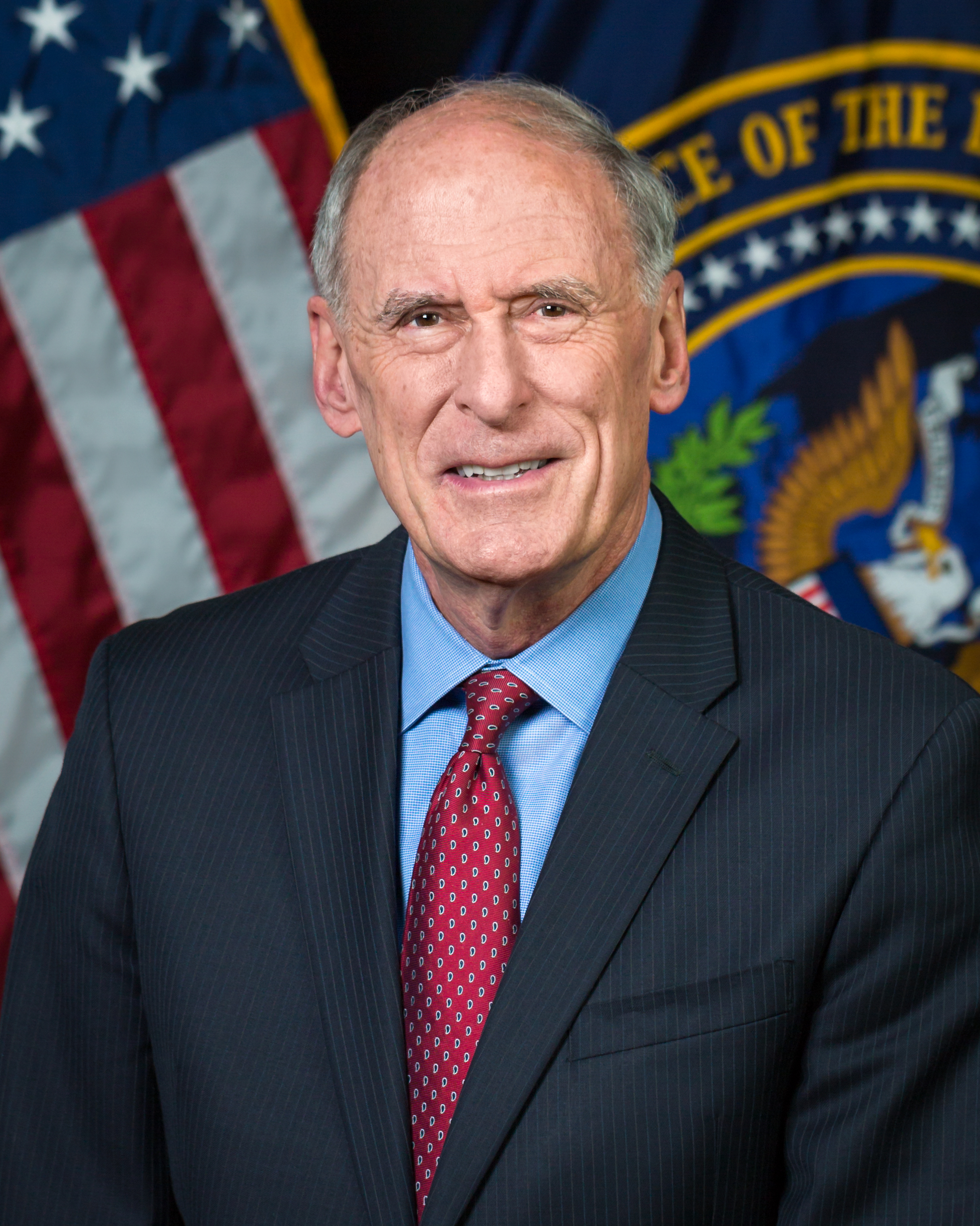

댄 코츠(Dan Coats, 본명: 대니얼 레이 코츠, Daniel Ray Coats, 1943년 5월 16일 ~ )는 미국의 정치인, 변호사, 외교관이다. 2017년부터 2019년까지 트럼프 행정부에서 국가정보국장을 역임했다. 공화당 의원인 그는 1989년부터 1999년까지 인디애나주에서 미국 상원의원을 역임했으며 2011년부터 2017년까지 다시 재직했다. 그는 2001년부터 2005년까지 독일 주재 미국 대사였으며 미국 하원의원이었다. 1981년부터 1989년까지. 코츠는 미국 상원에 있는 동안 미국 상원 정보 특별위원회에서 근무했다.
미시간주 잭슨 (미시간주)에서 태어난 코츠는 일리노이주 휘튼 칼리지(Wheaton College)와 인디애나 대학교 로스쿨(인디애나폴리스)을 졸업했다. 그는 1966년부터 1968년까지 미 육군에서 복무했다. 코츠는 1981년부터 1989년까지 미국 하원에서 인디애나주의 4번째 의회 선거구를 대표했다. 그는 퀘일이 미국 부통령으로 선출된 후 댄 퀘일이 비운 상원 의석을 채우기 위해 임명되었다. 코츠는 1990년 특별 선거에서 승리하여 퀘일의 잔여 임기를 수행했으며, 1992년 선거에서는 전체 6년 임기를 수행했다. 그는 1998년에 재선에 도전하지 않았으며 민주당원인 에반 베이가 그 뒤를 이었다.
코츠는 상원에서 은퇴한 뒤 2001년부터 2005년까지 독일 주재 미국 대사를 지낸 뒤 워싱턴 DC에서 로비스트로 활동했다. 그는 2010년 큰 표차로 상원의원에 재선됐다. Coats는 그의 입후보를 선언했다. Coats는 2016년 재선 출마를 거부했고 토드 영이 계승했다. 그는 2017년 1월 제임스 R. 클래퍼(James R. Clapper)의 뒤를 이어 국가정보국장으로 지명되었다. 그의 임기는 2017년 3월 16일에 시작되어 2019년 8월 15일에 끝났다.

## 역대 선거 결과
| 선거명        | 직책명                        | 대수  | 정당   | 득표율 | 득표수      | 결과 | 당락                     |
| ------------- | ----------------------------- | ----- | ------ | ------ | ----------- | ---- | ------------------------ |
| 1980년 선거   | 하원의원 (인디애나 제4선거구) | 97대  | 공화당 | 60.53% | 120,055표   | 1위  | 인디애나주 하원의원 당선 |
| 1982년 선거   | 하원의원 (인디애나 제4선거구) | 98대  | 공화당 | 64.32% | 110,115표   | 1위  | 인디애나주 하원의원 당선 |
| 1984년 선거   | 하원의원 (인디애나 제4선거구) | 99대  | 공화당 | 60.85% | 129,674표   | 1위  | 인디애나주 하원의원 당선 |
| 1986년 선거   | 하원의원 (인디애나 제4선거구) | 100대 | 공화당 | 69.56% | 99,865표    | 1위  | 인디애나주 하원의원 당선 |
| 1988년 선거   | 하원의원 (인디애나 제4선거구) | 101대 | 공화당 | 62.15% | 132,843표   | 1위  | 인디애나주 하원의원 당선 |
| 1990년 재선거 | 상원의원 (인디애나 제3부)     | 102대 | 공화당 | 53.58% | 806,048표   | 1위  | 인디애나주 상원의원 당선 |
| 1992년 선거   | 상원의원 (인디애나 제3부)     | 103대 | 공화당 | 57.34% | 1,267,972표 | 1위  | 인디애나주 상원의원 당선 |
| 2010년 선거   | 상원의원 (인디애나 제3부)     | 112대 | 공화당 | 54.58% | 952,116표   | 1위  | 인디애나주 상원의원 당선 |